# Yuhinavireo
Yuhinavireo (Erpornis zantholeuca) är en i Asien förekommande fågel i familjen vireor inom ordningen tättingar. Fram tills nyligen ansågs den vara nära besläktad med yuhinor i Yuhina, under namnet gulgumpad yuhina, men genetiska studier har visat att den förvånande nog är en asiatisk representant av den amerikanska familjen vireor.

## Utseende och läten
Yuhinavireon är en 11 cm lång och tofsförsedd tätting, ytligt likt fåglar i släktet Yuhina, därav namnet. Ovansidan är olivgul, medan undersidan vit med gult på undergump och undre stjärttäckare. Den har vidare ljusgrå tygel, svarta ögon och hudfärgad näbb och ben. Bland lätena hörs ljusa, dämpade och metalliska "chit" och "cheaan" samt nasala och meslika "na-na". Sången består av en ljus, fallande drill. 

## Utseende och systematik
Yuhinavireon delas in i åtta underarter med följande utbredning:
- Erpornis zantholeuca zantholeuca – östra Himalaya till norra Myanmar, södra Kina (Yunnan) och västra Thailand
- Erpornis zantholeuca tyrannulus – nordöstra Thailand till södra Kina (sydöstra Yunnan), norra Indokina och Hainan
- Erpornis zantholeuca griseiloris – sydöstra Kina (Fujian, Guangdong, västra Guangxi, sydöstra Yunnan) och Taiwan
- Erpornis zantholeuca sordida – allra östligaste högplatån i Thailand till södra Indokina
- Erpornis zantholeuca canescens – sydöstra Thailand till västra Kambodja
- Erpornis zantholeuca interposita – Malackahalvön från Mergui och Kranäset till Johore
- Erpornis zantholeuca saani – nordvästra Sumatra
- Erpornis zantholeuca brunnescens – Borneo

### Släktskap
Länge betraktades arten helt okontroversiellt tillhöra släktet Yuhina som traditionellt placerats i familjen timalior (nu bland glasögonfåglarna). DNA-studier visade dock att den är en mycket avlägset släkting och står nära vireor, trots att den familjen fram till dess ansetts vara begränsad till Nord- och Sydamerika. Senare har också de asiatiska brokvireorna i släktet Pteruthius visat sig till vara närbesläktade med vireorna.

## Status och hot
Arten har ett stort utbredningsområde, men tros minska i antal, dock inte tillräckligt kraftigt för att den ska betraktas som hotad. Internationella naturvårdsunionen IUCN listar arten som livskraftig (LC).

## Namn
Fågeln kallades tidigare gulgumpad yuhina, men blev tilldelat ett nytt svenskt trivialnamn efter studier som visar att den inte alls är en yuhina.